# Federico Frigerio (calciatore)
Federico Frigerio (Montichiari, 1º febbraio 1958 – Montichiari, 14 agosto 2020) è stato un calciatore italiano, di ruolo centrocampista.

## Carriera
Dopo una presenza con la maglia del Brescia in Serie B, il 15 ottobre 1978 in Brescia-Ternana (1-0), venne girato al Carpi in Serie C2 e l'anno successivo al Pergocrema in Serie C1.
Tornò a disputare la Serie B nella stagione 1980-1981 con il Foggia, dove rimase due stagioni totalizzando 40 presenze e 2 reti, e con la Pistoiese dove collezionò 24 presenze ed un gol.
Terminò la carriera da professionista a Taranto, dove ottiene una promozione in Serie B nel campionato di Serie C1 1983-1984 e disputa la stagione successiva tra i cadetti.
In carriera totalizzò complessivamente 99 presenze e 3 reti in Serie B.
È morto a 62 anni dopo una malattia fulminante.